# Ismail Sidki
Ismail Sidki (àrab: إسماعيل صدقي, Ismāʿīl Ṣidqī) (Alexandria, 15 de juny de 1875 - 9 de juliol de 1950) fou un polític egipci.
Va fer estudis de dret i va participar en les manifestacions contra els britànics; el 1894 va acabar els estudis i va esdevenir funcionari i va ascendir posicions; el 1908 va tenir el seu primer càrrec secundari al govern i el 5 d'abril de 1914 la seva primera cartera al gabinet de Husayn Rushdi Pasha, de la que va dimitir al cap de poc.
El 1918 es va afiliar al Wadf i el 1919 fou enviat exiliat a Malta junt amb Sad Zoghlu; quan el Wadf fou autoritzat novament va participar en la delegació del partit a París però va començar a divergir dels seus col·legues del Wadf i en veure que les exigència presentades no tenien futur, va retornar al Caire. En endavant fou el cap dels antiwafdistes.
Va participar en la redacció de la declaració de 1922 que reconeixia la independència d'Egipte i a la constitució de 1923 (el Wafd es va oposar a les dues coses). El 20 de juny de 1930 va ser primer ministre per primer cop després d'una agitació nacionalista i amb els que li donaven suport al parlament va formar el partit al-Hizb ash-Shaab (Partit del Poble, personalista i anti-wafdiste); va fer aprovar una modificació de la constitució que limitava el dret de vot. El seu govern fou poc afortunat i no tenia suport popular. Va conservar el càrrec fins al 22 de setembre de 1933 quan el va substituir un primer ministre del partit reialista de la Unió dirigit per Abdel Fattah Yahya Ibrahim Pasha. El 17 de febrer de 1946, després de nous aldarulls nacionalistes, va tornar al govern fins al 9 de desembre de 1946; en aquest període va establir un acord amb Ernest Bevin ministre d'afers exteriors del Regne Unit, però l'oposició del Wadf va fer impossible la ratificació. Va dimitir llavors i es va retirar i va morir el 9 de juliol de 1950.